# L'Atlantide (film 1932)
L'Atlantide (Die Herrin von Atlantis) è un film del 1932 per la regia di Georg Wilhelm Pabst. È il secondo adattamento cinematografico del romanzo L'Atlantide di Pierre Benoît.

## Trama
Due ufficiali dell'esercito francese, partiti in missione nel deserto del Sahara per trovare la mitica Atlantide, cadono in un'imboscata e vengono portati in una città sconosciuta, dove incontreranno l'affascinante e ambigua regina Antinea.

## Produzione
Nel 1931 Seymour Nebenzahl, titolare della casa di produzione Nerofilm, propose a Georg Pabst (1885 - 1967) di girare un nuovo adattamento del romanzo L'Atlantide di Pierre Benoît, undici anni dopo quello di Jacques Feyder. Con al suo attivo dei film come La via senza gioia (1925), I misteri di un'anima (1926), Lulù (1929) o L'opera da tre soldi (1931), Pabst non ha bisogno di un rifacimento per la sua notorietà.
Ciò che spinge Nebenzahl, sono i rapporti che intrattiene con Romain Pinès, l'ex collaboratore di Feyder. Questi detiene sempre i diritti di adattamento del romanzo e per questo che il titolare della Nerofilm propone al regista belga una nuova versione in «sonoro». Feyder rifiuta, allora Nebenzahl si rivolge a Pabst.
L'universo di Pierre Benoit è lontano dall'interessi del cineasta tedesco, ma comunque questi vede finalmente un'opportunità di scoprire il deserto, che non conosce.
Per assicurare il massimo di successo a questa seconda versione dell'Atlantide, Romain Pinès e Seymour Nebenzahl decidono di girare tre versioni: una tedesca, una francese ed una inglese. I due principali ruoli maschili sono interpretati, secondo le versioni, da attori differenti. I due ruoli femminili, Antinea e della sua ancella Tanit-Zerga, non cambieranno.
La scelta di Brigitte Helm (1908 - 1996) per interpretare la «ragazza magra dai lunghi occhi verdi, dal piccolo profilo di sparviero», descritta da Pierre Benoit nel suo romanzo non è di ordine solamente estetico, ma puramente politico.
L'Europa si era ripresa malamente dalla prima guerra mondiale. Questo conflitto e la rivoluzione russa avevano sconvolto l'equilibrio culturale del XIX secolo. Avevano introdotto il dubbio o la rivolta nella riflessione degli intellettuali e la creazione degli artisti. Così il dopoguerra rivela l'angoscia della morte ma anche l'esplosione di vita e di vitalità. Gli anni venti saranno «gli anni pazzi» fino al giovedì nero, il crollo della Borsa di Wall Street, trascinando una crisi bancaria e finanziaria internazionale. Per contrastarla i governi ricorreranno al protezionismo, la solidarietà mondiale postbellica si disintegra.
In Germania, è la Repubblica di Weimar che si sgretola. La depressione trascina la salita del nazionalismo. È un ritorno alle idee anteriori al 1914. Tutti quelli che non si sono riconosciuti nello spirito contestatario e corrosivo degli intellettuali weimariesi esaltano un rifiuto del mondo moderno e si voltano verso il passato, verso la grande cultura germanica e il suo passato.
Pabst girò nel 1929 due dei suoi migliori film, Lulù, conosciuto anche come Die Büchse der Pandora ("Il vaso di Pandora") e Diario di una donna perduta (Das Tagebuch einer Verlorenen), con Louise Brooks (1906 - 1985), l'icona del cinema muto, ispirazione anche del fumetto di fama mondiale Valentina dell'autore italiano Guido Crepax.
Pabst aveva per Brooksie una vera venerazione. Fisicamente, lo seduceva. La sua personalità, tutto di intelligenza e di capriccio, l'affascinava. In quanto al suo ruolo di attrice, aveva il risultato di inchiodare Pabst con la sua sensualità e con le sue suggestioni.
Anche se il pubblico europeo rimaneva ammaliato dal fascino dell'attrice americana, in Germania non era stata condivisa questa scelta, quando Pabst poteva disporre di due attrici come Marlene Dietrich e Greta Garbo.

## Critica
Si comprende allora perché, malgrado il suo talento e la sua bellezza, Brigitte Helm non fu un'Antinea calorosa ed affascinante. Gelava Pabst, gelerà il pubblico. Con questa versione tra fuochi e gelo, tra ombre e luci, Pabst c'invita ad un viaggio nelle profondità della Terra, agli intimi dell'anima di St-Avit. Antinea non è più qui una regina di leggenda ma un'ossessione in uno spirito scomposto.
Antinea non sarà più una donna fatale, una discendente di Cleopatra, sarà semplicemente La Donna, l'essere di carne di cui l'immagine tormenta la sua libidine. La localizzeremo, non sulle cime del Hahggar ma, simbolicamente, nelle profondità della terra, agli intimi dell'anima di St-Avit.
Questa non ha niente della «regina di Saba bambina». Grande, fredda, incastrata anche sotto i suoi veli atlantidei che nella sua armatura di robot in Metropolis, incarna a meraviglia l'ideologia tedesca dell'epoca: la rigidità. Non una parola, non un capello, non un'emozione. Non più una donna, ma un menhir.
Brigitte Helm non è Louise Brooks. Il riso e la sensualità che esplodevano nel romanzo di Pierre Benoit e che avrebbe messo in risalto l'interpretazione dell'americana diventano qui, angoscia ed affronto.
L'Antinea di Pabst è il Minotauro che ha bisogno per vivere di nutrirsi di anime innocenti. Frutto di un amore colpevole, questa donna può avere solamente dei pensieri colpevoli e può trascinare gli uomini alla loro perdita.
Scrive Georges Sadoul, nel suo Dictionnaire des Films, a proposito della pellicola di Pabst: «Film freddo e decorativo, con immagini troppo ricercate, in cui Brigitte Helm è più un manichino di cera che la fatale Antinea, e tuttavia affascinante per l'adesione ad un mito fantastico (quello della Donna Eterna) reso con gusto e con un certo ieratismo».